# ライス湖 (カナダ)
ライス湖 (Rice Lake) はカナダのオンタリオ州ノーサンバーランド郡とピーターボロ郡にある湖。
ピーターボロやカワーサ湖群の南、コーバーグの北にあり、トレント・セバーン水路の一部である。北のストーニー湖からオトナビー川（途中にKatchewanooka湖をはさむ）、インディアン川が注ぎ、北東部からトレント川が流れ出す。長さ32km、幅5km、標高187m。
湖北西には氷堆丘があり、また湖内の島は氷堆丘が部分的に水没したものである。
ライス湖は浅い湖でワイルドライスが育っていてこの地域に住んでいた人々により利用されていた。このワイルドライスが湖の名前の由来である。水路の建設で湖の水位が上昇した際、ワイルドライスの大半は消失している。
西端にビュードリー、東端にヘイスティングスがある。
1854年に完成したコーバーグ・アンド・ピーターボロ鉄道 (Cobourg and Peterborough Railway) はライス湖を横断していたが、橋は湖を覆う厚い氷で損傷し6年で閉鎖となった。19世紀後半は蒸気船が人を運んでいた。